# 둔산로
둔산로(한국 한자: 屯山路, 영어: Dunsan-ro)는 대전광역시 서구 갈마동 둔산여고네거리에서부터 둔산동 보라삼거리를 잇는 대전광역시의 도로이다.

## 경유지
둔산여고네거리 - 은하수네거리 - 시교육청네거리 - 시청역네거리 - 크로바네거리 - 문정네거리 - 보라삼거리

## 주요 시설
- 대전광역시청 (대전광역시 서구 둔산로 100)